# Aleksandr Yermilov
Aleksandr Borisovich Ermilov (em russo:  Александр Борисович Ермилов; Ivanovo, 12 de dezembro de 1954) é um ex-jogador de voleibol da Rússia que competiu pela União Soviética nos Jogos Olímpicos de 1976 e 1980.
Em 1976, ele fez parte do time soviético que conquistou a medalha de prata no torneio olímpico, no qual atuou em cinco partidas. Quatro anos depois, ele ganhou a medalha de ouro com a equipe soviética na competição olímpica de 1980, participando de quatro jogos.